# محمدتقی ریاحی
محمدتقی ریاحی چالشتری (زادهٔ ۱۲۸۹ چالشتر _درگذشته ۱۴ مرداد ۱۳۶۷ نیس)، تیمسار ارتش شاهنشاهی ایران، از افسران و نظامیان حامی محمد مصدق و جبهه ملی و رئیس ستاد ارتش در هفت ماه پایانی دوران نخست‌وزیری مصدق بود، که کودتای ۲۵ مرداد ۱۳۳۲ علیه دولت مصدق را خنثی و توازن قوا را از سمت حامیان محمدرضاشاه پهلوی به سوی حامیان مصدق سوق داد، امّا پس از براندازی دولت مصدق توسط کرمیت روزولت در ۲۸ مرداد ۱۳۳۲ دستگیر و زندانی شد.
وی پس از پیروزی انقلاب ایران (۱۳۵۷) و در دولت موقت انقلاب به نخست‌وزیری مهندس مهدی بازرگان، به عنوان دومین وزیر دفاع ملی جمهوری اسلامی ایران منصوب گردید، امّا سرانجام و پس از شش ماه، از این منصب استعفا و برای همیشه و تا پایان عمر خویش از ایران خارج و ساکن فرانسه گردید. ریاحی در مرداد ۱۳۶۷ در نیس فرانسه براثر سکته قلبی درگذشت.

## سالهای نخست زندگی و تحصیلات
محمدتقی ریاحی در سال ۱۲۸۹ خورشیدی در چالشتر از توابع شهرکرد به دنیا آمد. خانواده وی از خاندان خوانین سرشناس چالشتر شمرده می‌شد. پس از پایان تحصیلات مقدماتی خویش، وارد مدرسه دارالفنون در تهران گردید و از این مدرسه، دیپلم متوسطه دریافت کرد. ریاحی پس از آن وارد دانشکده افسری شد و ضمن تحصیل علوم نظامی به درجهٔ افسری نائل گردید.
در سال ۱۳۰۵ خورشیدی، وی به اتفاق جمعی دیگر از افسران، از طرف ارتش برای ادامهٔ تحصیل به اروپا و کشور فرانسه اعزام گردید. ریاحی در طی دوران اقامت خویش در فرانسه علاوه بر طی دورهٔ دانشکدهٔ افسری، در رشته توپخانه وارد مدرسهٔ عالی پلی‌تکنیک در پاریس شد. در این مدرسه او در رشتهٔ هیدرولیک دیپلم مهندسی گرفت. در طی تحصیل در این مدرسه، وی با کسانی چون مهندس کاظم حسیبی و مهندس احمد زیرک‌زاده که بعدها از بزرگان جبهه ملی و حامیان محمد مصدق شدند، همدوره بود و این موضوع بر روی علایق و گرایش‌های فکری وی تأثیر به سزا گذاشت. وی پس از چند سال در رشتهٔ هیدرولیک دیپلم مهندسی گرفت و بعد از فارغ‌التحصیلی به ایران بازگشت. پس از بازگشت به ایران، وی ضمن انجام وظایف نظامی خود، برای تدریس در دانشکده فنی دانشگاه تهران نیز دعوت شد.
در همین سال‌ها، ریاحی که در فرانسه با برخی از چهره‌های ملی آشنا شده بود، در اثر هم‌نشینی با دوستان عضو حزب ایران خود، به عقاید سوسیالیستی گرایش پیدا کرد.

## ریاست اداره تسلیحات ارتش و ریاست پالایشگاه آبادان
ریاحی در سال ۱۳۳۰ با احراز درجهٔ سرتیپی، به ریاست اداره تسلیحات ارتش منصوب گردید و سازمان جدیدی برای این سازمان بنیان نهاد که با اصول فنی و تکنولوژیکی مربوط به سازمان تسلیحات در کشورهای پیشرفته برابری می‌کرد.
به دنبال ملی‌شدن صنعت نفت و خلع ید از شرکت نفت ایران و انگلیس و پس از اخراج کارشناسان انگلیسی نفت، سرتیپ ریاحی به ریاست پالایشگاه آبادان منصوب گردید.
در این انتصاب، مهندس مهدی بازرگان که خود رئیس موقت هیئت مدیرهٔ شرکت ملی نفت ایران بود، نقش مهمی ایفا نمود. ریاحی در کسوت رئیس پالایشگاه آبادان موفق شد از تعطیلی کامل پالایشگاه جلوگیری کند و چرخهای صنعت نفت ایران را دوباره به گردش دربیاورد.
محمد مصدق، که به زحمات و تلاش‌های ریاحی در آبادان واقف بود پس از واقعهٔ ۹ اسفند ۱۳۳۱ سرلشکر محمود بهارمست را از ریاست ستاد ارتش معزول کرده و سرتیپ ریاحی را به جای او بدین سمت منصوب نمود.

## فعالیت به عنوان رئیس ستاد ارتش
گفته می‌شود که انتصاب ریاحی به عنوان ریاست ستاد ارتش، پس از وقایع ۹ اسفند و عزل بهارمست از ریاست این ستاد، با اعمال نفوذ حزب ایران صورت گرفته است و همین موجب انتقادات فراوانی از سوی شماری از افسران ملی‌گرا شده است، چرا که این افسران، با اینکه ریاحی را افسری متخصص و با سواد می‌دانستند، ولی در عین حال معتقد بودند که وی، فاقد خصوصیات لازم نظامی‌گری برای احراز چنین پست حسّاس و کلیدی می‌باشد.
امّا به هر حال سرتیپ محمدتقی ریاحی از اسفندماه ۱۳۳۱ تا زمان سقوط دولت محمد مصدق در کودتای ۲۸ مرداد، رئیس ستاد ارتش منصوب مصدق به‌شمار می‌آمد. با این وجود گفته می‌شود که وی در این دوران، علاوه بر محمد مصدق، به خواست شاه نیز توجه داشت، امّا این رویهٔ او، نه از سر وفاداری به شاه، بلکه به خاطر پایبندی ریاحی به اصول بود. در این ارتباط ارتشبد فردوست در خاطرات خود می‌نویسد:
«ریاحی در دوران مصدق، محمدرضا (محمد رضا پهلوی) را، فرمانده کل قوا می‌دانست و قلباً از رویهٔ مصدق نسبت به فرم ادارهٔ ارتش راضی نبود. او علاقه داشت شاه ارتش را اداره کند. مصدق در تمام مدتی که ریاحی رئیس ستاد بود، علناً خود را مدیون او می‌دانست. موثقاً به اطلاع من[=فردوست] رساندند که اگر زیر فرمانی امضای محمدرضا نباشد، ریاحی آن را اجرا نخواهد کرد.
محمدرضا به ریاحی کوچک‌ترین مرحمتی نکرده بود که ریاحی خود را مدیون او بداند، بلکه ریاحی این را طبق اصول می‌گفت.»
پس از این که شاه در روز ۲۱ مرداد ماه سال ۱۳۳۲ خورشیدی فرمان برکناری مصدق از نخست‌وزیری و همچنین فرمان انتصاب فضل‌الله زاهدی بدین پست را امضاء نمود و تحرکات افسران طرفدار شاه و زاهدی، برای سرنگونی دولت آغاز شد، تیمسار سرتیپ محمدتقی ریاحی به دلیل ماهیت حسّاس و کلیدی شغل خود، قبل از سایر طرفداران محمد مصدق از وقایع پشت پرده و توطئه‌ها علیه دولت مصدق آگاه گردید.
بر اساس بیانیه‌ای که تیمسار محمد تقی ریاحی به عنوان ریاست ستاد ارتش، بعد از افشای این وقایع منتشر کرد، وی که طرفدار مصدق بود، در ساعت ۵ بعد از ظهر ۲۴ مرداد، از جزئیات توطئه آگاه شده و در ساعت ۱۱ شب همین روز، معاون خود تیمسار کیانی را برای جلوگیری از توطئه به باغشاه فرستاده بود. امّا در باغ شاه، سرهنگ نعمت‌الله نصیری (از طرفداران سرسخت شاه) که پیشتر به آنجا رسیده بود به همراه افسران طرفدار شاه، کیانی و همراهانش را دستگیر نمود و به علاوه در همین ساعات تعدادی کامیون پر از سربازان طرفدار شاه، به دستگیری افراد پرداختند.
با این حال با شروع واکنش‌های حامیان مصدق، معلوم شد که تیمسار باتمانقلیج رئیس ستاد زاهدی ترسیده و پنهان شده و از پشت پرده به فعالیت‌های خود علیه دولت مصدق ادامه می‌دهد. بی تردید این قبیل وقایع و همچنین خبر دستگیری کیانی که به سرعت در همه جا پراکنده شد، تأثیر چشمگیری در تضعیف روحیه حامیان مصدق، آن هم در چنان لحظات حساسی داشت.
با این وجود ریاحی توانست ضمن بازداشت سرهنگ نعمت‌الله نصیری که مأمور ابلاغ فرمان عزل مصدق بود و همین‌طور همزمان بازداشت سرگرد عباس شقاقی، که او نیز مأمور ابلاغ حکم برکناری سرتیپ تقی ریاحی بود، به دستگیری جمعی دیگر از افسران طرفدار شاه بپردازد، و قبل از نیمه شب دسته‌هایی از سربازان خود را به نقاط حساسی که امکان حمله به آن‌ها می‌رفت گسیل کند و از پیروزی طرفداران شاه و زاهدی در شبانگاه ۲۴ مرداد ماه جلوگیری نماید.
علیرغم این موضوع «عبدالرضا هوشنگ مهدوی» ادعا می‌کند که:
«در شب ۲۴ مرداد ۳۲ که شایعهٔ کودتای نظامی علیه دولت مصدق فراگیر شده بود، محمد مصدق متوجه شد که سرتیپ ریاحی در انجام وظایف خود کوتاهی می‌کند. از این رو او را احضار کرد و با پرخاش از او نوشته‌ای گرفت که طی آن ریاحی متعهد شده بود، در هر شرایطی از دولت قانونی دفاع و حمایت خواهد کرد…»
اما از شواهد چنین برمی آید که گرچه مصدق از ریاحی به دلیل عدم اجرای صحیح دستوراتش بازخواست کرده بود، ولی در نهایت با واکنش به موقع مصدق و حضور ریاحی در محل کارش اقدامات مخالفان علیه دولت مصدق خنثی شد.
درهمان شب ۲۴ مرداد افراد گارد جاویدان به خانهٔ ریاحی ریختند ولی موفق به دستگیری او نشدند و در چنین شرایطی ریاحی فرمان خلع‌سلاح گارد شاهنشاهی را صادر نمود.
در مجموع سیر حوادث موقتاً به نفع مصدق و حامیان او پیش رفت و ریاحی موفق به مهار توطئه گردید، امّا اینکه چه حادثه یا چه واکنشی از سوی ریاحی و دیگر نظامیان طرفدار مصدق روی داد که موجب ضعف افسران طرفدار زاهدی در انجام وظایف خود شد، به درستی معلوم نیست.
صبح روز ۲۵ مرداد تیمسار باتمانقلیچ که رئیس ستاد برگزیدهٔ زاهدی بود و قرار بود در صورت موفقیت کودتا جانشین تیمسار ریاحی شود، دستگیر شد و تیمسار آبان فرزانگان که گفته می‌شود از مأموران ارشد ستاد سیا در تهران بوده است به این ستاد پناه آورد و بدین ترتیب همه چیز ظاهراً به نفع دولت مصدق پایان یافت.
در سحرگاه همان روز ۲۵ مرداد، رادیو تهران بیانیهٔ ویژه دولت را پخش کرد که در آن از انجام کودتایی نافرجام در شب گذشته یاد شده بود. چندی نگذشت که خبر رسید شاه نیز از کشور خارج شده است.
در این زمان تیمسار ریاحی به عنوان رئیس ستاد ارتش، پس از آنکه طی بیانیه‌ای به برخی از جزئیات کودتای نافرجام و به خارج از کشور گریختن شاه اشاره نمود، فرار شاه را استعفا تلقی کرد و سپس دستور داد تا نام شاه از مراسم دعای صبحگاهی و شامگاهی پادگان‌ها حذف شود.

## نقش او در وقایع ۲۸ مرداد
در فاصله روزهای ۲۵ تا ۲۸ مرداد، تیمسار ریاحی اقدامات متعددی را به انجام رساند و تلاش‌های زیادی در جهت ابقاء دولت مصدق انجام داد، از جمله در روز ۲۶ مرداد، سروان مهدی رحیمی (که بعدها با درجهٔ تیمساری، آخرین فرماندار نظامی رژیم شاه شد و در کنار نعمت‌الله نصیری، توسط صادق خلخالی اعدام گردید)، از جانب تیمسار محمد تقی ریاحی، رئیس ستاد ارتش مأموریت یافت تا در ستاد ارتش به پروندهٔ سرهنگ نعمت‌الله نصیری و سرگرد عباس شقاقی رسیدگی نماید.
در عین حال، از آن‌جا که تلاش‌ها و برنامه‌ریزی‌های پشت پرده برای به قدرت بازگرداندن شاه بعد از ۲۵ مرداد همچنان ادامه داشت و گفته می‌شد قرار است شورش‌هایی در ارتش به نفع شاه و علیه مصدق به وقوع بپیوندد، در ساعت ده و نیم صبح روز ۲۷ مرداد ۱۳۳۲ تیمسار ریاحی رئیس ستاد ارتش با افسران عالی‌رتبه ارتش در تالار سخنرانی دانشگاه جنگ ملاقات کرد و برنامه شورش را برای آن‌ها خواند و تأکید کرد که ارتش باید در هر شرایطی به دولت مصدق وفادار باقی بماند.
اما با وجود این قبیل اقدامات ریاحی، گفته می‌شود که او، در روز ۲۸ مرداد ۱۳۳۲، چنان‌که باید و شاید از حکومت مصدق دفاع نکرده و به مسئولیت‌های خود، عمل ننموده است.
در این مورد، عبدالرضا هوشنگ مهدوی، به نوشتهٔ سرهنگ حسینقلی سررشته، افسر تجسس رکن دوم ستاد، استناد نموده و نوشته است که اگر حرف سررشته را باور کنیم، باید بپذیریم که ریاحی در ساعت ۱۱ صبح روز ۲۸ مرداد، دستور داده تانک‌هائی که راه‌های ورودی به خانهٔ مصدق را مسدود کرده بودند، برچینند و به پادگان‌ها برگردانند، که این موضوع به موفقیت حامیان شاه کمک کرده است.
هرچند که عده‌ای نیز، کوتاهی عمدی و حتی غیرعمدی ریاحی در وقایع روز ۲۸ مرداد را نمی‌پذیرند و دستگیری و محاکمه و زندانی شدن وی را، بهترین دلیل بر نظر خود می‌شمارند.

## دستگیری و محاکمه
سرتیپ ریاحی در غروب ۲۸ مرداد ۱۳۳۲ بازداشت شد و از جانب دادرسی ارتش تحت تعقیب قرار گرفت و پس از مدتی محاکمه شد.
اتهامات سرتیپ ریاحی به شرح زیر بود:
1. بازداشت سرهنگ نعمت‌الله نصیری، که حامل فرمان عزل محمد مصدق بوده و افسران دیگر، بدون داشتن مجوز قانونی.
2. اجرای خلع سلاح گارد شاهنشاهی.
3. دستور حذف نام شاهنشاه از دعای صبحگاه و شامگاه سربازان.
4. دستور عدم جلوگیری از تظاهرات حزب منحلهٔ توده (حزب توده ایران) و اخلالگران علیه شاهنشاه و پائین‌آوردن مجسمه‌های شاهنشاه فقید و اعلیحضرت همایون شاهنشاهی.

وقتی که سرتیپ ریاحی، همراه با محمد مصدق در برابر محکمهٔ نظامی قرار گرفت، دادستان برای او تقاضای حکم اعدام کرد. در جلسات دادگاه ریاحی می‌کوشید خودش را از اقدامات مصدق مبرّا سازد ولی محمد مصدق همهٔ اقدامات ریاحی را پذیرفت و گفت کلیهٔ اقدامات مزبور به دستور وی انجام گرفته و ریاحی تنها مجری دستورات وی بوده است.
خود ریاحی، در جریان دادگاهش در مورد اقدامات خویش، طی سه روز ۲۵ تا ۲۸ مرداد گفت: «در این سه روز اتومات شده بودم.»
به هر حال دادگاه بدوی، ریاحی را به دو سال زندان، و دادگاه تجدید نظر که در اردیبهشت ۱۳۳۳ تشکیل شد، وی را به سه سال زندان محکوم کرد.

## وزارت دفاع ملی در دولت موقت
سرتیپ ریاحی پس از خروج از زندان در بخش خصوصی به کار پرداخت و پس از چندی از ایران خارج شد و در فرانسه اقامت گزید. پس از پیروزی انقلاب اسلامی در سال ۱۳۵۷ به ایران بازگشت.
در روز ۱۱ فروردین ۱۳۵۸ (۳۱ مارس ۱۹۷۹) و همزمان با رفراندم تغییر نظام حکومتی ایران، سرتیپ محمدتقی ریاحی از سوی دولت موقت مهندس مهدی بازرگان به وزارت دفاع ملی منصوب گردید. از جمله اقدامات جنجالی سرتیپ ریاحی در دورانی که به عنوان وزیر دفاع ملی دولت موقت انجام وظیفه می‌کرد، این بود که در روز ۱۸ تیر ماه ۱۳۵۸ خورشیدی، سرهنگ عزیزالله امیررحیمی که فرمانده دژبان مرکز بود و تحت امر ریاحی به‌شمار می‌آمد را از سمت خویش برکنار کرد. امّا سرهنگ امیررحیمی که مستظهر به پشتیبانی رهبر انقلاب، یعنی آیت‌الله خمینی بود، اعلام داشت که: «من به دستور امام آمده‌ام و به دستور امام هم خواهم رفت و به جز امام، هیچ‌کس دیگر را قبول ندارم.»
اندکی بعد، بدون توجه به خواست سرتیپ محمدتقی ریاحی، سرهنگ رحیمی به دستور آیت‌الله خمینی در سمت خود، به عنوان فرمانده دژبان مرکز ابقا شد و با اعلام این خبر، ریاحی برای نخستین بار از وزارت دفاع ملی استعفا کرد که مورد قبول دولت موقت قرار نگرفت.

## استعفا و درگذشت
ریاحی بعد از این واقعه تا حدود دو ماه دیگر به مسئولیت خویش ادامه داد، تا اینکه در ۲۸ شهریور ۱۳۵۸ خورشیدی، باز هم به علت دخالت اشخاص غیرمسئول در امور ارتش، برای دومین مرتبه و این بار به‌طور قطعی از سمت خود استعفا داد و چون شرایط کشور را، برای ادامهٔ حضور خویش در ایران مناسب نمی‌دانست، مجدداً به فرانسه بازگشت و تا پایان عمر خویش در این کشور ماند. به جای او، مصطفی چمران در تاریخ ۷ مهر ۱۳۵۸ به عنوان وزیر دفاع ملی، منصوب گردید.
محمدتقی ریاحی سرانجام در تاریخ ۱۴ مرداد ۱۳۶۷ در شهر نیس واقع در جنوب فرانسه درگذشت.